# Gisbert Wilhelm Groos
Gisbert Wilhelm Groos (ur. 10 sierpnia 1894, zm. 1997 w Niemczech) – as lotnictwa niemieckiego Luftstreitkräfte z 7 potwierdzonymi zwycięstwami w I wojnie światowej.

## Informacje ogólne
Gisbert Wilhelm Groos służył w 7 Pułku Ułanów. Szkolenie lotnicze odbył w FBS Königsberg – Szkole pilotów w Królewcu. Następnie służył na froncie wschodnim. W maju 1917 roku został przydzielony do eskadry myśliwskiej Jagdstaffel 4, gdzie odniósł swoje pierwsze zwycięstwo 19 maja 1917 roku. 24 maja został przeniesiony do Jagdstaffel 11. Po śmierci Karla Allmenrödera przewodził jego konduktowi pogrzebowemu. Dwukrotnie pełnił obowiązki dowódcy Jagdstaffel 11. 25 września 1918 roku został mianowany komendantem szkoły lotniczej w Nivelles. Zmarł w okolicach Bonn w 1997 roku.